# Gill (Massachusetts)
Gill è un comune degli Stati Uniti d'America facente parte della contea di Franklin nello stato del Massachusetts.